# Tali (Estland)
Tali (deutsch: Freyhof) war eine estnische Landgemeinde im südlichen Teil des  Landkreises Pärnu mit einer Fläche von 194 km². 2005 wurde sie mit der Landgemeinde Saarde sowie der Stadt Kilingi-Nõmme zur neuen Gemeinde Saarde zusammengelegt.
Tali liegt an der Grenze zu Lettland, ca. 65 km von Pärnu entfernt. Die Landgemeinde hatte zum 1. Januar 2004 815 Einwohner. Neben dem Hauptort Tali umfasste sie die Dörfer Laiksaare, Lanksaare, Marina, Pihke, Reinu, Tuuliku, Veelikse und Viisireiu.
Wald bedeckt 61 % der Gemeindefläche. Das Naturschutzgebiet von Nigula zieht mit seiner unberührten Natur viele Besucher an.